# Lista de presidentes da Sociedade Real de Edimburgo
Esta é a lista de presidentes da Sociedade Real de Edimburgo (Escócia).

## Século XIX
| Nº | Início | Fim  | Nome                                                          |
| -- | ------ | ---- | ------------------------------------------------------------- |
| 1  | 1783   | 1812 | Henry Scott, 3.º duque de Buccleuch, 5.º duque de Queensberry |
| 2  | 1812   | 1820 | Sir James Hall, FRS                                           |
| 3  | 1820   | 1832 | Sir Walter Scott                                              |
| 4  | 1832   | 1860 | Sir Thomas Makdougall Brisbane                                |
| 5  | 1860   | 1864 | Duque de Argyll, FRS                                          |
| 6  | 1864   | 1868 | Reitor Sir David Brewster, FRS                                |
| 7  | 1869   | 1873 | Sir Robert Christison                                         |
| 8  | 1873   | 1878 | Sir William Thomson (depois Lord Kelvin), PRS                 |
| 9  | 1878   | 1879 | Reverendo Philip Kelland, FRS                                 |
| 10 | 1879   | 1884 | Lord Moncreiff de Tullibole                                   |
| 11 | 1884   | 1885 | Thomas Stevenson                                              |
| 12 | 1886   | 1890 | Sir William Thomson (depois Lord Kelvin), PRS                 |
| 13 | 1890   | 1895 | Sir Douglas Maclagan                                          |

## Século XX
| Nº | Início | Fim  | Nome                                          |
| -- | ------ | ---- | --------------------------------------------- |
| 14 | 1895   | 1907 | Lord Kelvin, PRS                              |
| 15 | 1908   | 1913 | Reitor Sir William Turner Thiselton Dyer, FRS |
| 16 | 1913   | 1915 | Professor James Geikie                        |
| 17 | 1915   | 1919 | John Horne                                    |
| 18 | 1919   | 1924 | Professor Frederick Orpen Bower, FRS          |
| 19 | 1924   | 1929 | Sir James Alfred Ewing                        |
| 20 | 1929   | 1934 | Sir Edward Albert Sharpey-Schafer             |
| 21 | 1934   | 1939 | Sir D'Arcy Wentworth Thompson                 |
| 22 | 1939   | 1944 | Professor Sir E. T. Whittaker                 |
| 23 | 1944   | 1949 | Professor Sir William Wright Smith            |
| 24 | 1949   | 1954 | Professor James Kendall, FRS                  |
| 25 | 1954   | 1958 | Professor James Ritchie                       |
| 26 | 1958   | 1959 | Professor J. Norman Davidson, FRS             |
| 27 | 1959   | 1964 | Professor Sir Edmund Hirst, FRS               |
| 28 | 1964   | 1967 | Professor J. Norman Davidson, FRS             |
| 29 | 1967   | 1970 | Professor Norman Feather, FRS                 |
| 30 | l970   | 1973 | Sir Maurice Yonge, CBE, FRS                   |
| 31 | 1973   | 1976 | Lorde Cameron                                 |
| 32 | 1976   | 1979 | Professor R. A. Smith, CBE , FRS              |
| 33 | 1979   | 1982 | Sir Kenneth Blaxter, FRS                      |
| 34 | 1982   | 1985 | Sir John Atwell, CBE                          |
| 35 | 1985   | 1988 | Sir Alwyn Williams, FRS                       |
| 36 | 1988   | 1991 | Professor Charles Kemball, CBE, FRS           |
| 37 | 1991   | 1993 | Professor Sir Alastair Currie                 |
| 38 | 1993   | 1996 | Dr Thomas L. Johnston                         |
| 39 | 1996   | 1999 | Professor Malcolm Jeeves, CBE                 |

## Século XXI
| Nº | Início | Fim  | Nome                                                    |
| -- | ------ | ---- | ------------------------------------------------------- |
| 40 | 1999   | 2002 | Sir William Stewart, FRS                                |
| 41 | 2002   | 2005 | Stewart Ross Sutherland (Barão Sutherland de Houndwood) |
| 42 | 2005   | —    | Sir Michael Atiyah, OM, FRS                             |